# Karo (Burkina Faso)
Pour les articles homonymes, voir Karo.
Ne doit pas être confondu avec Kari (Burkina Faso).
Karo est une commune située dans le département de Dédougou de la province du Mouhoun au Burkina Faso.

## Géographie
La commune est traversée par la route nationale 14.

## Éducation et santé
La commune accueille un centre de santé et de promotion sociale (CSPS).